# Parafia św. Jana Kantego w Northampton
Parafia św. Jana Kantego w Northampton (ang. St. John Cantius Parish) – parafia rzymskokatolicka  położona w Northampton, Massachusetts, Stany Zjednoczone.
Była ona jedną z wielu etnicznych, polonijnych parafii rzymskokatolickich w Nowej Anglii z mszą św. w j. polskim dla polskich imigrantów.
Nazwa parafii jest związana z patronem św. Janem Kantym.
Ustanowiona w 1904 roku. Parafia zamknięta pod koniec 2009. Weszła w skład parafii św. Elżbiety.